# Рамирес Гальего, Хорхе
Хорхе Энрике Рамирес Гальего (исп. Jorge Enrique Ramírez Gallego; род. 25 марта 1940, Кали), более известный как Хорхе Гальего — колумбийский футболист, нападающий. Выступал за сборную Колумбии.

## Биография
Начал выступать в соревнованиях высокого уровня в 22-летнем возрасте, когда присоединился к одному из сильнейших клубов Колумбии того времени — «Мильонариос». В 1962 и 1963 годах со своим клубом становился победителем чемпионата Колумбии. В ходе сезона 1964 года перешёл в «Депортес Киндио», но в этом клубе не задержался.
В 1965 году перешёл в «Депортиво Кали», где выступал следующие девять лет, будучи лидером атаки клуба. С «Депортиво» стал четырёхкратным чемпионом Колумбии — в 1965, 1967, 1969 и 1970 годах. В 1965 году стал вторым в споре бомбардиров лиги (32 гола), в 1968 году — третьим (25 голов). Является лучшим бомбардиром клуба из Кали за всю историю — 168 голов. В конце карьеры провёл два сезона в клубе «Депортес Толима».
Всего в высшем дивизионе Колумбии забил 201 гол. По состоянию на 2020 год входит в пятёрку лучших бомбардиров лиги за всю историю.
В 1966—1970 годах выступал за сборную Колумбии, сыграл 14 матчей и забил 4 гола. Участник отборочных игр чемпионата Южной Америки 1967 года и чемпионата мира 1970 года, в обоих турнирах сборная не смогла квалифицироваться в финальную часть.
После окончания игровой карьеры работал тренером детско-юношеских и любительских команд в Колумбии и Венесуэле, селекционером испанского клуба «Менсахеро». По состоянию на 1997 год был тренером команды 11-летних в «Депортиво Кали».

## Личная жизнь
Есть две дочери и сын Эктор Хавьер.